# Onthophagus flavorufus
Onthophagus flavorufus là một loài bọ cánh cứng trong họ Bọ hung (Scarabaeidae).